# El corb i la guineu
El corb i la guineu és una faula d'Isop versionada entre altres per Jean de La Fontaine i Ivan Krilov. Existeixen diverses adaptacions musicals i artístiques, com les de Xavier Benguerel i Godó, Jacques Offenbach o Charles Lecocq. La seva popularitat ha inspirat des d'estampacions en segells a uns personatges de dibuixos animats, The Fox and the Crow.

## Argument
Un corb estava menjant un tros de formatge (o raïm, segons les versions) i una guineu ho va veure. Com que volia el formatge va començar a plorar falsament el corb, dient que havia sentit que cantava millor que cap altre ocell. El corb vanitós no va poder estar-se de fer una demostració del seu cant i en fer-ho va obrir el bec, amb la qual cosa el formatge va caure directament a la boca de la guineu.

## Anàlisi
La faula pretén alliçonar contra la vanitat i l'adulació dels altres, no sempre basada en qualitats reals. El personatge de la guineu té les característiques habituals d'aquest animal a les faules: és llesta però enganya, mentre que el corb apareix com ximple, un paper que difereix en altres faules d'Isop.